# Ladislau III da Valáquia
Ladislau III (?) era neto de Ladislau II da Valáquia, e foi Príncipes da Valáquia por três períodos: 14 de abril — 19 de outubro de 1523; 20 de março — 18 de setembro de 1524; e 19 de abril — 18 de agosto de 1525.